# Ganitajny
Ganitajny (deutsch Gomtehnen) ist ein Ort in der polnischen Woiwodschaft Ermland-Masuren. Er gehört zur Gmina Bartoszyce (Landgemeinde Bartenstein) im Powiat Bartoszycki (Kreis Bartenstein).

## Geographische Lage
Ganitajny liegt zwei Kilometer südlich der Grenze zur russischen Oblast Kaliningrad (Gebiet Königsberg (Preußen)) in der nördlichen Mitte der Woiwodschaft Ermland-Masuren. Bis zur einstigen Kreisstadt Preußisch Eylau (russisch Bagrationiowsk) sind es zwölf Kilometer in nordwestlicher Richtung, die heutige Kreismetropole Bartoszyce (deutsch Bartenstein) liegt zehn Kilometer in südlicher Richtung entfernt.

## Geschichte
Im Jahre 1351 wurde das kleine Gutsdorf erstmals erwähnt. Damals noch Pogintekain genannt, hieß es nach 1351 Pogintynekaym, nach 1406 Ganitheinen, nach 1481 Gombthenen, nach 1772 Gomtienen und nach 1785 Gomthenen. Vor 1908 kam der Gutsbezirk Gomtehnen zum Amtsbezirk Polkitten (polnisch Pełkity) im ostpreußischen Kreis Friedland (der 1927 in „Kreis Bartenstein“ umbenannt wurde). Am 1. Juli 1909 wurde das Dorf in den Kreis Preußisch Eylau umgegliedert und kam dort zum Amtsbezirk Loschen (russisch Lawrowo). Am 1. Dezember 1910 zählte Gomtehnen 57 Einwohner.
Am 30. September 1928 verlor Gomtehnen seine Eigenständigkeit. Das Dorf wurde ein Wohnplatz innerhalb der Landgemeinde Poschloschen (polnisch Posłusze).
In Kriegsfolge wurde 1945 Ganitajny dem südlichen Ostpreußen zugeschlagen, das in seiner Gesamtheit an Polen abgetreten wurde. Gomtehnen erhielt die polnische Namensform „Ganitajny“ und ist heute eine Ortschaft im Verbund der Landgemeinde Bartoszyce (Bartenstein) im Powiat Bartoszyce (Kreis Bartenstein), zwischen 1975 und 1998 der Woiwodschaft Olsztyn, seither der Woiwodschaft Ermland-Masuren zugehörig.

## Kirche
Bis 1945 war Gomtehnen in die evangelische Kirche Schönbruch (nördlicher Teil russisch Schirokoje, südlicher Teil polnisch Szczurkowo) in der Kirchenprovinz Ostpreußen der Kirche der Altpreußischen Union, außerdem in die römisch-katholische Kirche Bartenstein im damaligen Bistum Ermland eingepfarrt.
Heute gehört Ganitajny zur katholischen Pfarrei Bezledy (Beisleiden) im jetzigen Erzbistum Ermland sowie zur evangelischen Kirche Bartoszyce, einer Filialkirche von Kętrzyn (Rastenburg) in der Diözese Masuren der Evangelisch-Augsburgischen Kirche in Polen.

## Verkehr
Ganitajny ist über einen Verbindungsweg zu erreichen, der von Bąsze (Bonschen) nach Posłusze (Poschloschen) führt. Eine Bahnanbindung besteht nicht. Bis 1991 bzw. 1999 war Głomno (Glommen) die nächste Bahnstation und lag an der Bahnstrecke Głomno–Białystok, die bis 1945 von Königsberg (Preußen) (russisch Kaliningrad) über Preußisch Eylau (Bagratinowsk) bis nach Lyck (polnisch Ełk) und darüber hinaus führte. Die Strecke wird heute nur noch von Korsze (Korschen) bis Białystok befahren.